# جاك مايكل مارتينيز
جاك مايكل مارتينيز مواليد 12 أكتوبر 1981 في سانتو دومينغو، جمهورية الدومينيكان، هو لاعب كرة سلة دومينيكي. يلعب في دوري بورتوريكو لكرة السلة كلاعب وسط. يحمل الرقم 15. يبلغ طوله 6 قدم 9 بوصة (2.1 م). حقق المركز الثاني في دورة الألعاب الأمريكية 2003.

## سجل المنافسة
شارك في المنافسات التالية:
- كأس العالم لكرة السلة 2014
- بطولة أمم الأمريكتين لكرة السلة 2013

## الميداليات
| الميدالية | المسابقة                             |
| --------- | ------------------------------------ |
| برونزية   | بطولة أمم الأمريكتين لكرة السلة 2011 |
| فضية      | دورة الألعاب الأمريكية 2003          |

## روابط خارجية
- جاك مايكل مارتينيز على موقع الاتحاد الدولي لكرة السلة (الإنجليزية)
- جاك مايكل مارتينيز على موقع كرة السلة الأوروبية.كوم (الإنجليزية)
- جاك مايكل مارتينيز على موقع ريلجم (الإنجليزية)
- جاك مايكل مارتينيز على موقع بروبوليرز (الإنجليزية)
- جاك مايكل مارتينيز على موقع سبورتس رفرنس (الإنجليزية)